# Max Knecht (Kolonialoffizier)

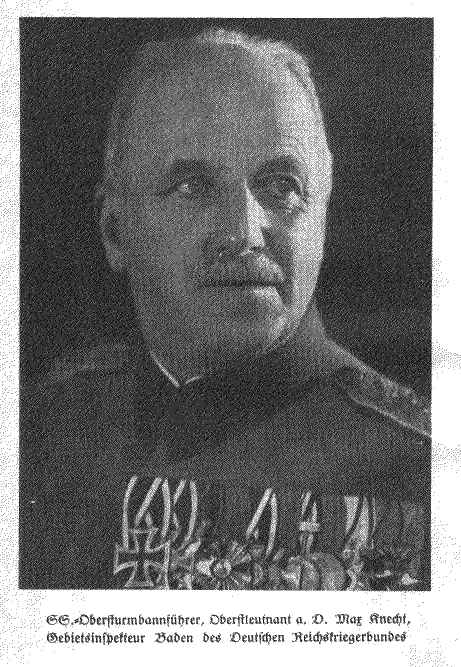
Max Knecht (1938)

Maximilian (Max) Otto Konrad Alfred Knecht (* 6. April 1874 in Basel; † 31. März 1954 in Freiburg im Breisgau) war ein deutscher Kolonialoffizier, der die Freiburger Kolonialbewegung der 1920er und 1930er Jahre prägte. Er war ab 1936 Führer des Landesverbandes Baden im Kyffhäuserbund mit damals über hunderttausend Mitgliedern.

## Leben
Max Knecht, Sohn eines Berufsoffiziers und aufgewachsen im Elsass, wechselte 1905, nach der Ausbildung zum Offizier in Halle (Saale) und Dienst im Füsilier-Regiment „General-Feldmarschall Graf Blumenthal“ (Magdeburgisches) Nr. 36, in den Kolonialdienst in Deutsch-Ostafrika, wo er bis 1908 in der Kaiserlichen Schutztruppe während des Maji-Maji-Aufstandes und anderen Kämpfen diente, und mit dem Kronen-Orden IV. Klasse mit Schwertern ausgezeichnet wurde. Während des Kriegs in Deutsch-Ostafrika war er an Hinrichtungen von Einheimischen mitverantwortlich beteiligt.
Am Ersten Weltkrieg nahm er bis 1918 teil, wurde am Oberschenkel verwundet und schied 1920 als Oberstleutnant aus dem aktiven Militärdienst aus.
Knecht gehörte der nationalliberalen Deutschen Volkspartei an und war von 1922 bis 1934 Verordneter der Stadt Freiburg im Breisgau.
1921–1939 war er als Steuerberater tätig. 1925–1936 war er Erster Vorsitzender der Oberbadischen Abteilung der Deutschen Kolonialgesellschaft (DKG) mit Sitz in Freiburg. Diese hatten aus wirtschaftlichen Interessen das Ziel eine möglichst expansive Kolonialpolitik voranzutreiben. Durch öffentliche Vorträge, Ausstellungen über Kolonialisierung und stadtpolitische Propaganda wurde auf sein Betreiben 1935 die Tagung des Reichskolonialbundes und die Kolonialausstellung in Freiburg abgehalten. Am 1. Juli 1936 bekam Knecht seine Ernennung zum Führer des Badischen Kriegerbundes. Zum 20. April 1937 trat er der SS bei (SS-Nummer 279.462) und wurde im selben Jahr zum SS-Standartenführer befördert. 1939 erhielt er von Heinrich Himmler den SS-Ehrendegen verliehen.
Zu Kriegsbeginn 1939 wurde er zur Wehrmacht einberufen und schied 1943 mit 69 Jahren aufgrund des Alters im Dienstgrad eines Obersts aus. Die Spruchkammer des Badischen Staatskommissariats für politische Säuberung (Entnazifizierung) stufte Knecht 1948 zunächst als Minderbelasteten ein. Er wurde später nur noch als Mitläufer eingestuft. Trotz seiner NSDAP- und SS-Mitgliedschaft war Knecht anscheinend kein Anhänger des Antisemitismus.